# Zacharias l'Epie
Zacharias l'Epie (Enkhuizen 18 mei 1689 - aldaar, 28 mei 1746) was jurist en schepen van Enkhuizen. Hij was een zoon van Olphert Zachariaszn l'Epie en Marietje Willems Bolk. Hij studeerde in 1715 af in de rechtswetenschappen en wis- en natuurkunde aan de Universiteit van Franeker. Hij werd beschouwd als een vermaard filosoof en waterbouwkundige. Hij had een advocatenpraktijk in Enkhuizen en wordt in notariële acties regelmatig als advocaat opgevoerd. Rond 1730 schreef hij naar aanleiding van het paalwormprobleem een boek over het diertje, het probleem met de zeeweringen en droeg hij een aantal oplossingen aan,

## Publicaties tijdens zijn studie
Hij heeft onder leiding van professor Ruardus Andala, hoogleraar in de godgeleerdheid, enkele studies gedaan naar de pneumatologica, de leer van de Heilige Geest, waarop hij ook gepromoveerd is. Ook werkte hij met zijn promotor aan een kritiek op het werk van Arnold Geulincx.
Later heeft hij zich verdiept in de exacte vakken onder leiding van prof. Wijer Willem Muys (Wijerus Gulielmus Muys), hoogleraar wiskunde en natuurwetenschappen. Bij hem schreef hij een dissertatie over de opname van voedingsstoffen door planten. Zijn  laatste publicatie in Franeker gaat over iets heel practisch en had de titel: “Het eerste proefschrift, dat het fysieke middel is van de eerste lichamen, die alle groenten en mineralen wordt aangetoond, de deeltjes van licht water en aarde.”

## Waterbouwkunde
L'Epie was geen waterbouwkundige, maar had wel tijdens zijn opleiding in Franeker de basisprincipes van het analyseren van een probleem en met experimenteel onderzoek de oorzaak van een probleem te identificeren en vandaar uit naar een oplossing te werken. Dus toen rond 1730 er grote problemen optraden, doordat de wierdijken sterk aangetast werden door de paalworm heeft hij dit geanalyseerd en heeft hij onderzocht in welke richting oplossingen gevonden konden worden. Hij heeft zijn bevindingen vastgelegd in zijn boek van 1733: “Onderzoek over de oude en tegenwoordige natuurlyke gesteldheyd van Holland…”, dat nog steeds goed leesbaar is. Het boek bestaat uit drie delen:

### Natuurlijke gesteldheid van Holland en West-Friesland
In het eerste deel van het boek beschrijft hij de ligging van de rivieren in Nederland zoals die naar zijn mening in de vroege middeleeuwen geweest moet zijn, met de belangrijkste monding van de Rijn bij Katwijk. Dit is grotendeels gebaseerd op werk van ouder auteurs, en uitermate twijfelachtig. Hij concludeert dat het Flevo-meer destijds klein was en door de getijstroom in de loop der eeuwen groter geworden is. In hoofdstuk 3 van dit deel bespreekt hij de verzanding van de monding van de Rijn bij Katwijk. In dit hoofdstuk bespreekt hij ook de loop van het IJ, dat volgens hem om Durgerdam heen liep en in het verleden bij E-dam is afgedamd. Volgens hem is E een ander spelling voor IJ. Hij geef een uitgebreide beschrijving van de vele oude kreken in dit stuk van Noord-Holland. Hij constateert dat de grootte van het afgezette sediment in een rivier sterk afhangt van de stroomsnelheid. Fijn sediment wordt alleen afgezet als de stroomsnelheid heel laag is. Hiermee verklaart hij dat er in Drechterland dus geen steen in de bodem zit. En dus als de stroomsnelheid bij een riviermond minder wordt, er materiaal wordt afgezet en de mond dus verzand. Diepe zanden in Drechterland zijn grover dan hoger gelegen zanden, dus constateert bij dat er vroeger sneller stromen rivieren geweest moeten zijn. Hij gaat verder met een stuk geschiedenis van de waterschapsvorming in Drechterland en de rol van de diverse graven hierbij. Tot slot schrijft hij een hoofdstuk over de zakking van Drechterland tot onder zeeniveau. Hij legt uit dat dit door de ontwatering van de polders komt en dat het verlagen van het peil in de polders de zetting in de hand werkt.

### De paalworm
Rond 1730 ontdekte men dat de krebbingen van de wierdijken aangetast waren door een of andere onbekende worm. In 1731 ontstond grote schade doordat bij een storm veel palen braken. De eerste gedachte was nog dat dit aangespoelde palen van Texel waren, maar als snel bleek dat de palen van de Drechterlandse noorddijk waren. Een onderzoek van de secretaris van de dijkgraafschap, Pieter Straat, toonde aan dat vrijwel alle palen in West-Friesland aangetast waren; de schade bedroeg zo'n f 1.600.000 (zou nu ongeveer 200 miljoen euro zijn).

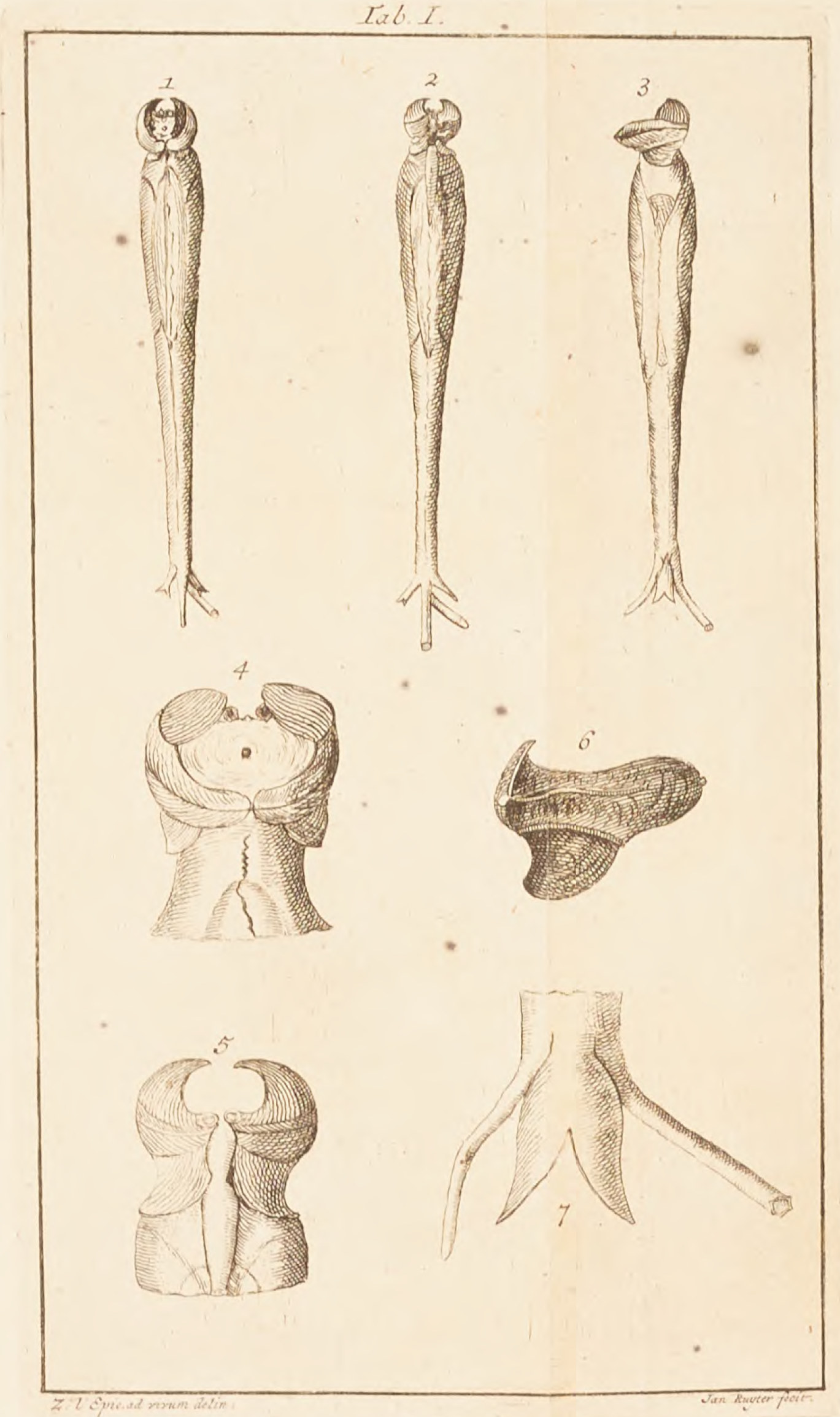
De paalworm zoals getekend door l'Epie - De originele prent is ca 20 cm hoog

l'Epie beschrijft in detail de schade in West-Friesland. Het probleem is dat als de palen afbreken de wierriem niet meer stabiel is en wegspoelt. In het derde deel van dit hoofdstuk veegt hij de vloer aan met godsdienstfanaten die dit als een straf van God zien waar niets tegen te doen is. Volgens l'Epie heeft God de mens begiftigt met verstand zodat 't mogelyk is, deze onze onbekende vyand, een weynig nader te doen kennen, of misschien door dat middel daar tegen, dat God geve, eenige kragtige en voldoende remedien en hulpmiddelen mogten gevonden worden. (blz 101)
In februari 1732 besluit hij een onderzoek naar dit dier te gaan doen. Hij bekijkt eerst een paar palen met wormgaten die in de vorst gelegen hebben; alle wormen zijn dood, en het stinkt heel erg. Daarna zaagt hij wat besmette palen af en plaatst die in een kist zie hij met zeewater vult. Dat zeewater ververst hij regelmatig en de wormen blijven "altyd fris, levendig en welvarend". Hij ziet dat dit dier grote gelijkenis heeft met een mossel. Ze dringen het hout in tijdens het larvenstadium en maken dan hele kleine gaatjes die nauwelijks waar te nemen zijn. Eenmaal in het hout gaan ze groeien en maken een grote gang. Alle gangen hadden een soort wand ter dikte van schrijfpapier met een structuur van eierschaal. De gangen liepen alle richtingen uit en waren enigszins kegelvorming, met als basis een halve bol. Het was heel glad gepolijst, hij vergelijkt het met een fijn haaienvel. Hij beschrijft in detail de anatomie van het dier.

### Oplossingen
Door het gedrag van de dieren te bestuderen, was zijn conclusie dat het voorzien van de palen met een harde vernislaag niet kon functioneren door het werken van het hout. Twee soorten hout met een tussenlaag zou wel kunnen werken, maar is bij palen niet efficiënt (maar het kan wel bij schepen). Ook bij schepen is het mogelijk om ze enige tijd in zoet water te leggen, waardoor de paalworm dood gaat, maar ook dat kan niet bij zeeweringen. Spijkers met een brede kop dicht naast elkaar in een paal slaan werkt, maar is kostbaar. Ook vindt l'Epie dat de paalworm niet in de paal komt als die in de grond zit, of achter de wierriem. Het is dan wel lastig om de wierriem vast te  maken en te zorgen dat deze niet wegzakt, omslaat en wegdrijft. De voorlanden tussen hoofden zijn belangrijk om de paalworm bij de dijk weggehouden, maar de hoofden worden  zelfs ook door de paalworm aangetast.
Hij voert ook een oplossing aan door de Zuiderzee af te dammen met een dijk van Den Helder via Texel en Vlieland naar de Friese kust. Er ontstaat dan een zoetwatermeer waar paalworm en niet kunnen leven, en bovendien kunnen er dan in dat meer vruchtbare polders aangelegd worden. De IJssel moet dan ook afgedamd worden, wat als voordeel heft dat er meer water via de Rijn afgevoerd wordt en er daar minder verzanding zal optreden. Hij voorziet wel een probleem voor de scheepvaart naar Amsterdam en daarom vindt hij zelf deze oplossing minder aantrekkelijk (blz. 192-193).

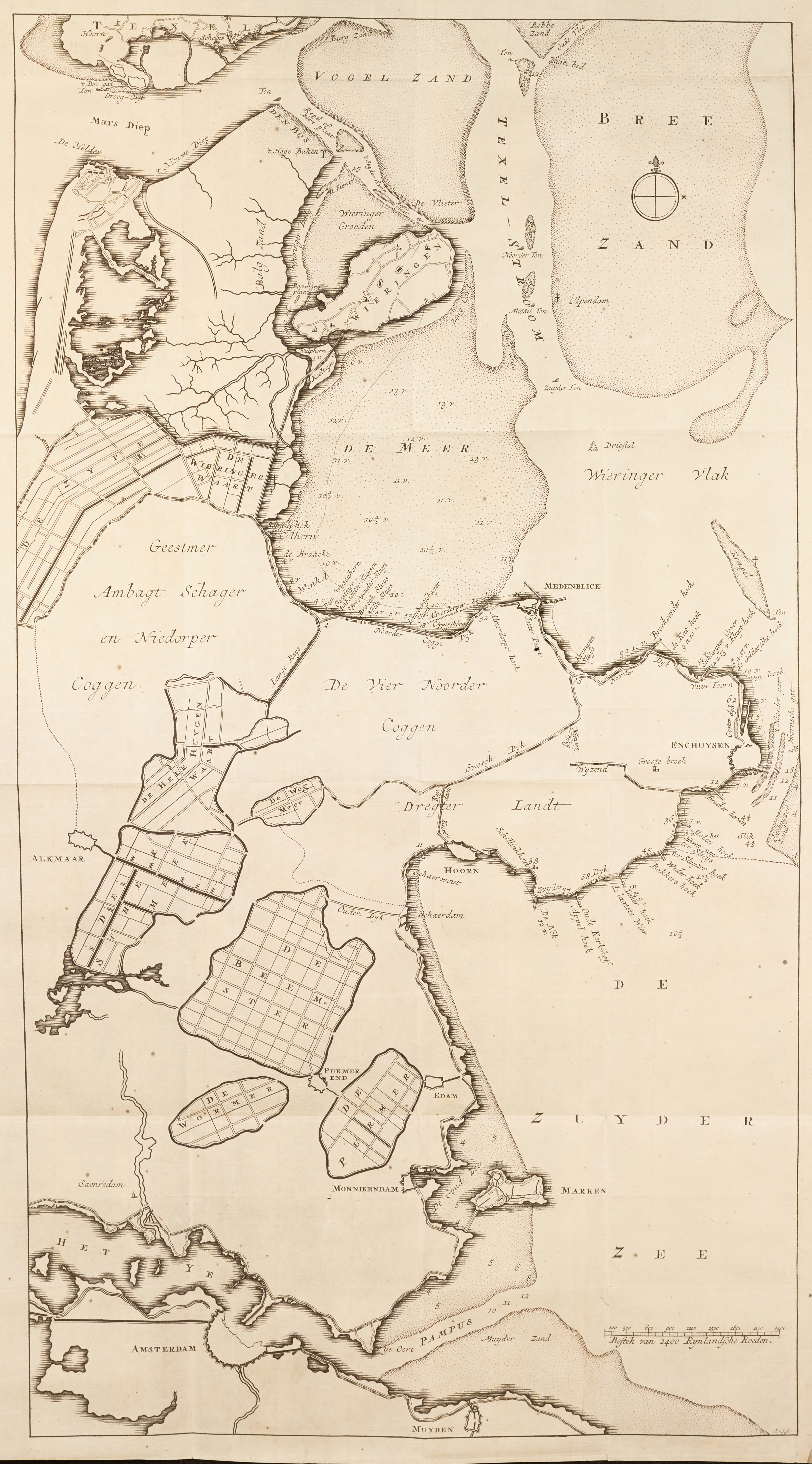
Het noordelijke deel van Noord-Holland (1734)

Hij ziet meer heil in de aanleg van hoofden, waardoor aanslibbing bevorderd en er een hoog voorland ontstaat. Er is dan minder noodzaak van de dijk met zwaar beschermende glooiing, en dus ook minder kwetsbaar hout. De aanleg van een verbindingsdijk tussen het vaste land en het eiland Wieringen wordt door hem bepleit, omdat dit de kust tussen Medemblik en Wieringen goed zou beschermen doordat de kom tussen Wieringen en de noorderkoggendijk zou aanslibben, waardoor de voet van de dijk niet meer in het water staat en dus minder vatbaar is voor paalworm.  Dit plan wordt uitgebreid beschreven, inclusief een kostenraming (Opmerking: het gebied van de huidige Wieringermeerpolder heette destijds Meer of Wieringer Meer, alhoewel het geen meer was, maar een deel van de Zuiderzee). De dijk zelf wil hij funderen op een soort zinkstukken, waarvan hij een gedetailleerde beschrijving geeft. Hij ontwerpt deze zinkstukken niet met wiepen van rijshout, maar met een rooster van houten palen met daarover een gespreid bed van rijshout.
Hij stelt voor om de dijk een kruinbreedte van ruim 11 m te geven, de totale dijk moet ruim 5,5 m hoog zijn met een helling van 1:4. De kruin zou 4 m boven hoog water moeten liggen, want een hogere waterstand was nooit voorgekomen. De aanleg van deze dijk zou eenvoudig moeten zijn, omdat hij grotendeels over een zandplaat loopt. Het enige probleem zou de afsluiting van de Wieringer Sloot zijn, ruim 250 m breed en ongeveer twee meter diep. Dat leek hem geen probleem. Als materiaal voor de dijkbouw stelt hij voor om geconsolideerd slib te gebruiken (vergelijk de huidige methode met een kleirijperij). Hij verwacht dat aan beide zijden van de dijk er veel opslibbing zal plaats vinden, waardoor op termijn hier polders aangelegd zouden kunnen worden zonder hoge kosten (kwelderwerken). De aanlegkosten van deze dijk zou f 400.000 (= € 5 miljoen in 2022) zijn, bovendien zou dan het Wieringermeer ingepolderd kunnen worden. Hier maakt hij echter geen gedetailleerd plan voor. Tot slot stelt hij ook voor om Marken te verbinden met het vaste land, om op die manier ook de Gouwzee te laten opslibben, waardoor de dijk bij Monnickendam minder gevaar zal lopen. Dat de  haven van Monnickendam daardoor in zijn geheel zal verzanden vermeldt hij niet. Hij moet dat wel geweten hebben, want hij besteedt wel aandacht aan verzandingsrisico's voor Medemblik en Enkhuizen Hij voert aan als kritiekpunt op de steenbestorting voorgesteld door Pieter Straat en Pieter van der Deure dat de stenen in de ondergrond weggedrukt zullen worden. De stenen boven water zijn zwaarder dan die onder water, dus in in zijn optiek de constructie niet stabiel.

## Bijzonderheden
l'Epie is in 1746 overleden, maar zijn publicatie van 1733 is in 1753 door een andere uitgever herdrukt. Door deze postume uitgave wordt in sommige publicaties over hem een verkeerde overlijdensdatum genoemd. In een inventaris van het Noord-Hollands Archief uit 1873 wordt hij P. de l'Epie genoemd, het is onduidelijk waar de initiaal P. vandaan komt.
- Virtual International Authority File: 291643346